# Ernest-Henri de Grouchy
Pour les articles homonymes, voir Grouchy.
Ernest-Henri de Grouchy, né le 26 janvier 1806 à Paris et mort le 27 novembre 1879 à Orléans, est un homme politique français.

## Biographie
Petit-neveu du maréchal de Grouchy, il entra à l'École polytechnique, et en sortit ingénieur des ponts et chaussées. 
Il quitta bientôt ces fonctions pour entrer dans l'administration, et occupa successivement les postes de sous-préfet à Cambrai en 1830, à Bayeux en 1832 et à Montargis à 1833.
La Révolution française de 1848 interrompit sa carrière. Mais le gouvernement du prince Louis-Napoléon Bonaparte l'appela, le 10 janvier 1849, à la préfecture du Gers, et, quelques mois après, à celle d'Eure-et-Loir, qu'il occupa après l'établissement de l'Empire jusqu'en 1854, où il ne fut guère apprécié selon le témoignage du jurisconsulte François-André Isambert : "Décidément M. de Grouchy devient absolument impopulaire. Il ne voit personne ; il se lève à midi, sans doute parce qu'il est maladif ; il répond avec insolence aux critiques dont il est l'objet ; il vient de révoquer deux conseillers de préfecture et le général Lebreton lui-même, son appui, a été se plaindre à M. Baroche. On dit qu'il vit comme un pingre, qu'il est sans cesse à Paris. Notre département tourne à l'opposition grâce à la maladresse du Préfet".
Candidat officiel au Corps législatif, Grouchy fut élu député, le 22 juin 1857, dans la 3e circonscription du Loiret, et réélu en 1863.
Grouchy meurt à Orléans le 27 novembre 1879 et est enterrée au cimetière du Père-Lachaise (32e division).
Il était membre du conseil général du Loiret pour le canton de Montargis et officier de la Légion d'honneur.
Gendre de Maurice von Haber, il est le beau-père du général Marie-Joseph François de Miribel.

## Sources
- « Ernest-Henri de Grouchy », dans Adolphe Robert et Gaston Cougny, Dictionnaire des parlementaires français, Edgar Bourloton, 1889-1891 [détail de l’édition]